# Bernhard Poether
Bernhard Poether (* 1. Januar 1906 in Datteln; † 5. August 1942 in Dachau) war ein römisch-katholischer Priester des Bistums Münster, der sich für die polnische Minderheit im Ruhrgebiet einsetzte. Wegen seines Engagements für die „Polenseelsorge“ und wegen kritischer Äußerungen zu politischen Maßnahmen der NS-Regierung wurde er im September 1939 von der Gestapo verhaftet und später, im April 1941, in das KZ in Dachau verschleppt, wo er 1942 an den Folgen von Unterernährung und Folter starb.

## Leben
Bernhard Poether wurde in Datteln als drittes Kind des Postmeisters Heinrich Poether und dessen Ehefrau Maria Poether, geb. Timpe, geboren. In Hiltrup bei Münster, wohin die Familie 1909 zog, verlebte er prägende Kindheits- und Jugendjahre. Nach seinem Abitur 1926 am Gymnasium Paulinum studierte er von 1926 bis 1932 Theologie an der Universität Münster und an der Universität Freiburg. In dieser Zeit prägte ihn die Nähe zur Jugend- und Wandervogel-Bewegung, insbesondere zu dessen katholischem Zweig „Quickborn“.
Am 17. Dezember 1932 wurde Poether in Münster zum Priester geweiht, am 26. Dezember 1932 feierte er in seiner Heimatgemeinde St. Clemens in Hiltrup seine erste Messe. Bis März 1934 war er Kaplan in Südkirchen und an der Liebfrauenkirche in Gelsenkirchen-Beckhausen. 1935 trat er eine Stelle als Vikar in Cięcina bei Krakau in Polen an, zum einen aus Interesse am östlichen Europa und seinen Menschen, zum anderen, um seine russischen und polnischen Sprachkenntnisse zu vertiefen. Nach der Rückkehr aus Polen wurde er am 6. August 1936 Kaplan in der Gemeinde Herz Jesu in Gladbeck-Zweckel. Am 4. April 1939 wechselte er in die Gemeinde St. Joseph in Bottrop.
Hier wie zuvor schon in Gladbeck engagierte sich Poether für die Minderheit der ruhrpolnischen Bevölkerung. Das brachte ihn in Konflikt mit dem NS-Regime. Am 22. September 1939, drei Wochen nach Kriegsbeginn gegen Polen, wurde Bernhard Poether von der Gestapo festgenommen und im Gefängnis Bottrop inhaftiert. Poether hatte sich gegen die willkürliche Verhaftung polnischer Katholiken gewehrt.
Am 19. März 1940 wurde er ins KZ Sachsenhausen transportiert. Dort wurde er wiederholt gefoltert. Nach Berichten von Augenzeugen wurde ihm angeboten, er könne freikommen, wenn er sich von der Polenseelsorge trenne. Josef von Styp-Rekowski, Dechant und Mithäftling im KZ Dachau, schrieb rückblickend 1953:

„Nachdem Kaplan Poether kategorisch erklärt hatte, er könne sich als katholischer Priester von der Polenseelsorge, mit der er von seinem Bischof betraut wurde, nicht trennen, wurde er ins KZ Sachsenhausen transportiert. Dort hat man ihn zur strengen Einzelhaft in den berüchtigten Bunker gebracht, wo er ein ganzes Jahr, von allen isoliert, ohne Lektüre und ohne Spaziergang zubringen musste. Wie er mir in Dachau erzählte, war das für ihn die größte Qual, ohne jede Lektüre immer ganz allein in der Zelle zu verweilen. Die Gestapo wollte ihn auf diese Weise mürbe machen, was ihr jedoch nicht gelungen ist.“

Am 18. April 1941 wurde Bernhard Poether ins KZ Dachau in den dortigen „Priesterblock“ verlegt. Er erkrankte an der Ruhr. Bei einer Körpergröße von 1,80 Meter wog er nur noch 44 kg. An den Folgen der Folter, der Unterernährung und der Schikanen im KZ Dachau starb er am 5. August 1942. Seine Leiche wurde im Krematorium des KZ Dachau verbrannt.
Die Urne mit seinen sterblichen Überresten wurde der Familie in Hiltrup überstellt und fand später in der St.-Clemens-Pfarrkirche in Hiltrup eine Stätte des Gedenkens.

## Gedenken

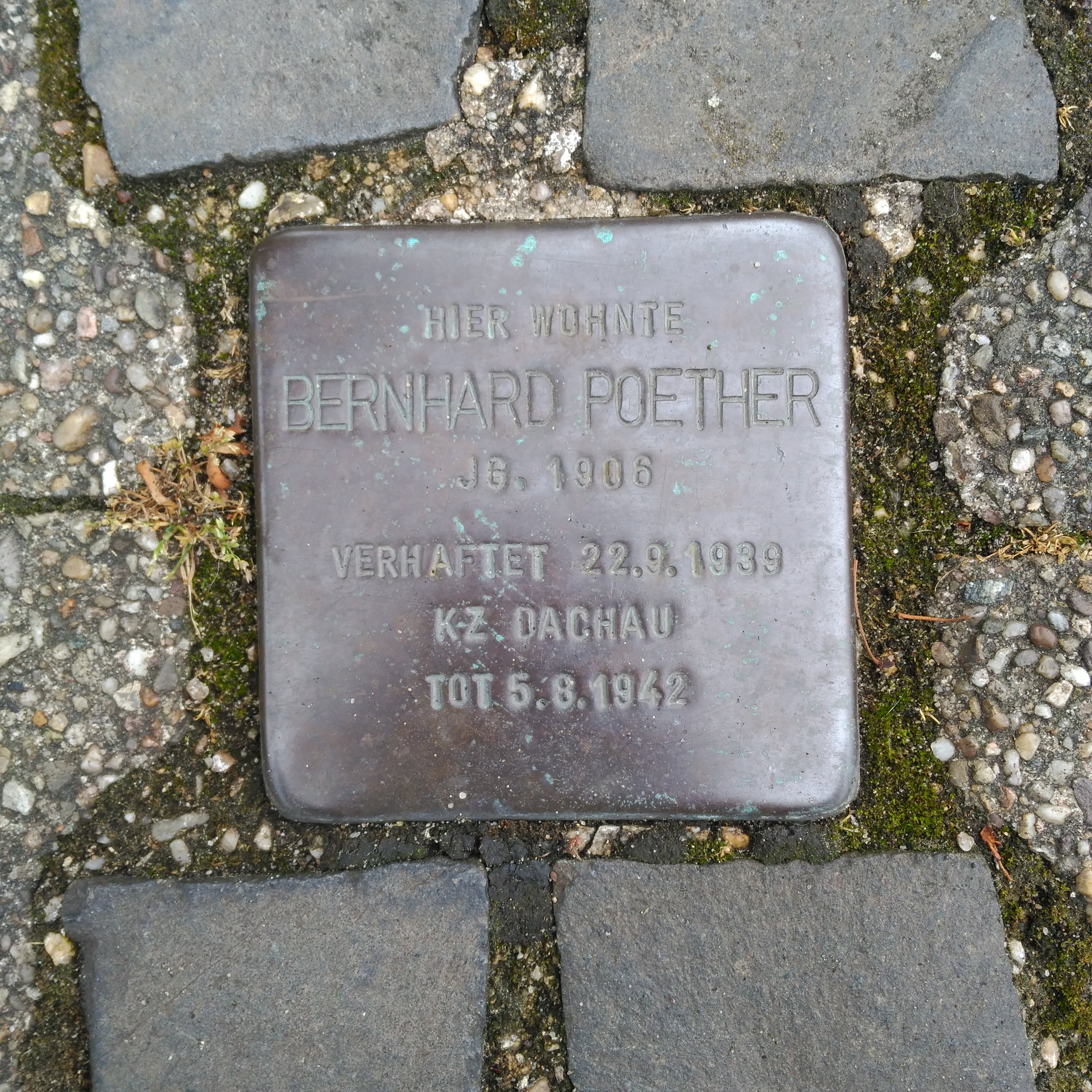
Stolperstein für Bernhard Poether in Bottrop

Die öffentliche Erinnerung an Bernhard Poether und an sein Engagement für die Ruhrpolen war lange Zeit verblasst. Nach dem Bericht eines ungenannten Verfassers in der in Wrocław/Breslau 1960 erschienenen Zeitschrift WTK soll der Bund der Polen in Deutschland jenen, die sich im Zweiten Weltkrieg für die Sache Polens opferten, eine Gedenktafel gestiftet haben, auf der Poether an erster Stelle genannt worden sein soll. Doch der Standort dieser Gedenktafel ist heute unbekannt. In dem WTK-Beitrag heißt es über Poether: „Im Gedenken der Polen wird er immer als das Vorbild eines Menschen und Priesters bleiben, der die Gerechtigkeit über alles liebte.“
1979 veröffentlichte die Historische Gesellschaft Bottrop eine biographische Skizze über ihn, verfasst von Reinhold Otzisk. Die Schrift erschien aus Anlass der Einweihung des nach Poether benannten Gemeindezentrums der Pfarrkirche St. Joseph in Bottrop-Batenbrock 1979. Seither wurden auch einige Straßennamen in Bottrop, Gladbeck und Münster-Hiltrup sowie weitere kirchliche Einrichtungen in den genannten Orten nach ihm benannt.
Das auf Veranlassung von Papst Johannes Paul II. und im Auftrag der Deutschen Bischofskonferenz erschienene deutsche Martyrologium des 20. Jahrhunderts nahm Kaplan Bernhard Poether als Glaubenszeugen auf. Das deutsche Martyrologium des 20. Jahrhunderts liegt seit dem Jahr 2019 in der 7. Auflage vor.
Seit etwa 2005 erinnern kirchliche Initiativen in Gladbeck und Hiltrup an ihn. In Gladbeck-Zweckel erinnert ein Gedenkstein vor der Herz-Jesu-Kirche an Kaplan Poether.
In Bottrop legte der Künstler Gunter Demnig im Oktober 2007 einen „Stolperstein“ vor der St.-Joseph-Kirche, Förenkamp 27. Er trägt die schlichte Inschrift: „Hier wohnte Bernhard Poether – Jg. 1906 – verhaftet 22. 9. 1939 – KZ Dachau – tot 5. 8. 1942“. Weitere Information zu seiner Person, zum Grund seiner Verhaftung und zu den Umständen seines Todes fehlen.
Die Republik Polen, vertreten durch Generalkonsulin Jolanta Róża Kozłowska, würdigte Poethers Engagement für die Ruhrpolen am 16. Januar 2012. Die Generalkonsulin legte am Urnengrab in der St.-Clemens-Pfarrkirche in Hiltrup einen Kranz nieder und sagte: „Er hat es verdient, dass man seinen Namen nicht vergisst. … Das KZ Dachau ist auch das Grab tausender polnischer Staatsbürger und polnischer Geistlicher. Ich glaube, Poether gehörte zu einer geistigen Elite, die damals vom NS-Regime als besonders gefährlich eingestuft werden musste.“ Es war vermutlich die erste offizielle Ehrung eines Staates für Kaplan Poether, so Pfarrer Ewald Spieker, Sprecher des Arbeitskreises Bernhard Poether.